# Mycetophila karpathica
Mycetophila karpathica är en tvåvingeart som beskrevs av Landrock 1925. Mycetophila karpathica ingår i släktet Mycetophila och familjen svampmyggor. Inga underarter finns listade i Catalogue of Life.